# Emil Bærentzen
Emilius Ditlev Bærentzen, född den 30 oktober 1799 i Köpenhamn, död där en 14 februari 1868, var en dansk porträttmålare och litograf.

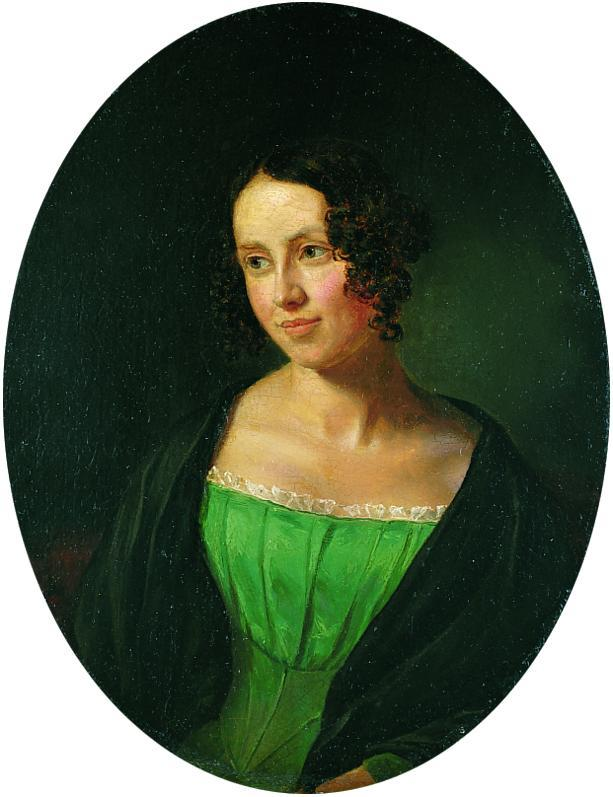
Regine Olsen, målad av Emil Bærentzen 1840.

Bærentzen utvecklade stor produktivitet som porträttör – man har räknat till över 2000 nummer – och fick som ledare av en litografisk anstalt (1837–1845) en stor betydelse för det konstnärliga stentycket i Danmark.
Bærentzen är representerad vid Louvren i Paris.